# 胜利者埃里克

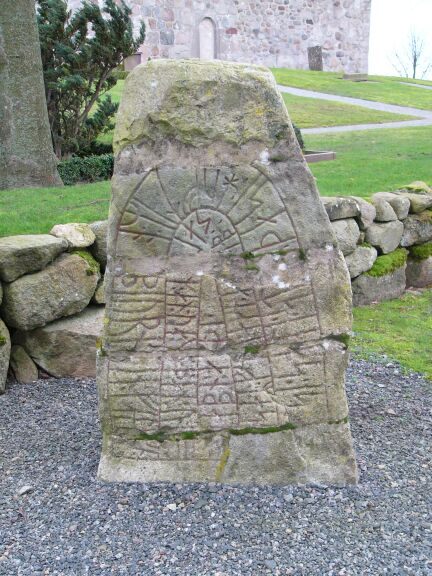
靠近伊斯塔德的霍茹普符石是为纪念一个“并未在乌普萨拉逃走”的死去的孩子而造，它已经被人们与斐里斯法勒战役联系起来。

胜利者埃里克（英語：Erik Segersäll）是瑞典历史上首位有确切记载的国王。

## 生平
勝利者埃里克原本統治着烏普蘭。他的稱號是紀念他在菲里斯维利尔战役中在烏普薩拉附近擊敗他的侄兒“强者”斯图尔比约恩（Styrbjörn the Strong）從南方的入侵而得到的。他的統轄範圍相信是在瑞典的中心梅拉倫湖伸延至波羅的海，南至布萊金厄省一帶。970年先與其弟奧路夫二世共同統治瑞典，但是在975年其弟死後，瑞典人民不接受其侄斯图尔比约恩成為共治国王。埃里克便給斯图尔比约恩六十隻船让他在海外生存。但斯图尔比约恩其後卻與姻親丹麥国王哈拉爾一世聯盟，帶同丹麥軍隊入侵瑞典，最终被埃里克在菲里斯维利尔战役中擊敗。关于他的成功，主要來自與農民合作對抗貴族，其影響力一直停留十世紀时。
胜利者埃里克與波蘭波列斯瓦夫一世大公结为同盟並入侵丹麥驅逐當時的丹麥国王斯文一世，其後胜利者埃里克自稱瑞典及丹麥皇帝並一直統治直至995年死亡。 死後由其子奧洛夫·舍特康努格繼承王位。